# Personal Clothing System

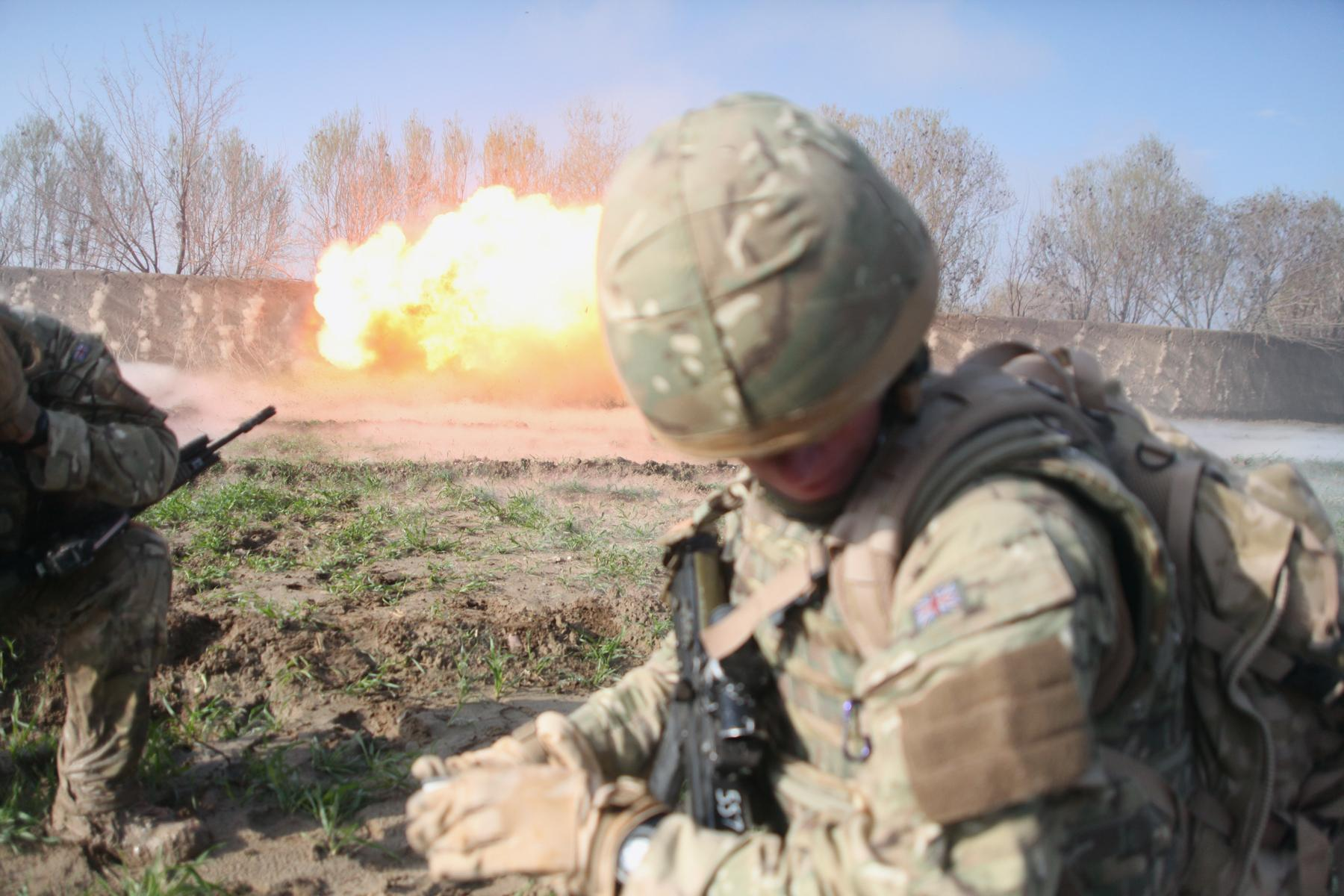
Brytyjski żołnierz w mundurze PCS

Personal Clothing System (PCS) – system brytyjskiego umundurowania polowego w kamuflażu Multi-Terrain Pattern. Od roku 2011 zastępuje, używany dotąd, system Combat Soldier 95.
System został zaprojektowany przez PECOC (Personal Equipment and Common Operational Clothing). PCS jest rozwinięciem i unowocześnieniem stosowanego dotąd systemu. Oprócz innego kroju i nowych elementów zmieniono też kamuflaż na opracowany wraz z firmą Crye Precision LLC Multi-Terrain Pattern.

## Elementy systemu PCS
System PCS składa się z:
- bluzy i spodni (mundur polowy)
- kurtki Smock
- ubrania wodoodpornego z membraną paroprzepuszczalną
- combat shirtu UBACS
- pokrowca na hełm
- bielizna termoaktywna
- kurtka termoizolacyjna

Bluza i spodnie
Mundur polowy składa się z bluzy oraz spodni wykonanych z tkaniny w kamuflażu Multi-Terrain Pattern. Bluza zapiania jest na zamek błyskawiczny kryty listwą na rzepy. Na rękawach umieszczono kieszenie naszyte pod kątem, tak aby ułatwić korzystanie z nich. Na kieszeniach naramiennych naszyto rzep przeznaczony do mocowania oznak jednostek lub emblematów identyfikacyjnych. Kolejne dwie kieszenie (płaskie) naszyto na klatce piersiowych. Dostęp do nich możliwy jest jedynie z boku, zapinane są na rzepy. Wewnątrz kieszeni piersiowych umieszczono mniejsze kieszonki (np. na długopis, komórkę). Bluza, zamiast tradycyjnego kołnierza, posiada stójkę, chroniącą szyję np. przed otarciami zawieszenia karabinu. Na łokciach naszyto dodatkowe warstwy materiału, tworzące kieszenie na wkłady ochraniające łokcie. Oznakę stopnia umieszcza się na pionowej patce naszytej centralnie z przodu, tak jak w bluzach systemu Soldier 95.
Spodnie posiadają dwie kieszenie boczne cargo, zapinane na guziki (kryte), naszyte pod kątem, tak aby ułatwić korzystanie z nich podczas siedzenia oraz dwie kieszenie wpuszczane w biodra. Wewnątrz nich umieszczono dodatkowe mniejsze kieszonki.
Istnieją dwa warianty mundurów polowych PCS: europejski i tropikalny wykonany z cieńszej i lżejszej tkaniny.
Kurtka Smock
Jednym z elementów systemu PCS jest tzw. "smock". "Smock" jest to luźna parka lub kurtka z wieloma pojemnymi kieszeniami noszona na klasycznym mundurze polowym. Kurtka ta, łączy w sobie cechy ubioru oraz oporządzenia pozwalając na przenoszenie niezbędnych żołnierzowi przedmiotów przy sobie.
Wraz z systemem PCS opracowano nowego smocka, mającego zastąpić używane do tej pory smocki z systemu Soldier 95. Kurtka wykonana jest z tkaniny (o składzie 50% bawełny, 50% poliestru) w kamuflażu MTP o właściwościach wiatroodpornych, ponadto pokrytej impregnatem chroniącym od deszczu. Smock zapinany jest na zamek błyskawiczny, kryty listwą na rzepy. Ponadto posiada dziesięć kieszeni: dwie na klatce naszyte skośnie, napinane na duże guziki kanadyjskie kryte patką, dwie podobne na biodrach (pod nimi umieszczono kieszenie obszyte polarem na zmarznięte ręce), dwie tzw. napoleońskie oraz dwie skośne na ramionach. Dodatkowo pod pachami umieszczono otwory wentylacyjne zamykane zamkami błyskawicznymi. Kurtka wyposażona jest także w kaptur usztywniony drutem. Oznakę stopnia umieszcza się tak samo jak w przypadku bluzy.
Kurtka membranowa
Kolejnym elementem jest nowa kurtka przeciwdeszczowa, wykonana z tkaniny paroprzepuszczalnej w kamuflażu MTP.
Combat shirt UBACS
Combat shirt UBACS przeznaczony jest do noszenia pod kamizelką balistyczną. Wykonany jest z dwóch rodzajów tkaniny. Tułów wykonany jest z tkaniny termoaktywnej, a rękawy z tkaniny mundurowej w kamuflażu MTP. Bluza posiada dwie kieszenie umieszczone na rękawach.
Bielizna termoaktywna
Zestaw w swoim składzie ma także komplet bielizny termoaktywnej. Komplet składa się z: koszulki krótkim rękawem i spodenek – bokserek oraz ocieplającej koszulki z długimi rękawami.